# André Furtado
André Furtado de Mendonça foi um sertanista português do século XVII que liderou tropas de exploração e combate a quilombos no Brasil Colônia.
Depois de capitão da leva da gente de D. Rodrigo de Castelo Branco em 1680, serviu no terço do mestre de campo Matias Cardoso de Almeida em 1684, na guerra ao gentio bravo do Norte do Brasil, passando depois ao Terço do mestre-de-campo Domingos Jorge Velho, nos seus combates aos escravos negros do Quilombo dos Palmares, alcançando o posto de sargento-mor.
Ele e suas gentes encurralaram e mataram Zumbi dos Palmares em uma emboscada, a 20 de novembro de 1695. A cabeça cortada daquele líder foi conduzida para Recife, onde foi exposta em praça pública, no alto de um mastro, para servir de exemplo a outros escravos.
Silva Leme comenta que, quinquagenário, se casara pouco antes de 1697 na sua estância de Piancó com Jerônima Cardim Frois. Homem extremamente rude, segundo o Bispo de Pernambuco que o conhecera, mal falava português e se expressava em tupi-guarani. (SILVA LEME. Genealogia Paulistana. v. VIII, p. 367)